# Shangxing (köpinghuvudort i Kina, Jiangsu Sheng, lat 31,53, long 119,25)
Shangxing (kinesiska: 上兴, 上兴镇) är en köpinghuvudort i Kina. Den ligger i provinsen Jiangsu, i den östra delen av landet, omkring 73 kilometer sydost om provinshuvudstaden Nanjing. Antalet invånare är 63 373. Befolkningen består av 31 854 kvinnor och 31 519 män. Barn under 15 år utgör 12,0 %, vuxna 15-64 år 72 %, och äldre över 65 år 14,0 %.
Runt Shangxing är det tätbefolkat, med 459 invånare per kvadratkilometer. Shangxing är det största samhället i trakten. Trakten runt Shangxing består till största delen av jordbruksmark.
Genomsnittlig årsnederbörd är 1 538 millimeter. Den regnigaste månaden är juli, med i genomsnitt 254 mm nederbörd, och den torraste är december, med 48 mm nederbörd.